# KNDS
KMW+Nexter Defense Systems (KNDS) è una società holding europea dell'industria della difesa che risulta dell'unione della tedesca Krauss-Maffei Wegmann (KMW) e della francese Nexter Systems, attraverso il "Progetto KANT".

## Cronologia
KMW
- 1838: Creazione della "Maffei" a Monaco di Baviera.
- 1860: Creazione della "Krauß & Comp." a Monaco di Baviera.
- 1882: Creazione della "Casseler Waggonfabriken von Wegmann, Harkort & Co." a Kassel.
- 1886: La "CWvWH" cambia nome in "Wegmann & Co.".
- 1931: Creazione di "Krauss-Maffei", attraverso la fusione di Krauss & Co. e di Maffei.
- 1999: Creazione di "Krauss-Maffei Wegmann GmbH & Co. KG", attraverso la fusione delle attività di difesa di Krauss-Maffei AG e di Wegmann & Co. GmbH.

Nexter
- 1764: Creazione della "Manufacture d'armes de Saint-Étienne", di Tulle nel 1777, Toulouse nel 1972 e di Rennes nel 1793.[2]
- 1866: Creazione dell'"Arsenal de Bourges", dal 1912 "Atelier de construction de Bourges" (ABS).
- 1866: Creazione dell'"Arsenal de Puteaux" (APX) e di Tarbes nel 1870.
- 1917/'18: Creazione dell'"Arsenal de Roanne", dal 1922 "Atelier de construction de Roanne" (ARE), di Le Mans nel 1927 e di Salbris nel 1933.
- 1936: Creazione degli "Ateliers de construction d'Issy-les-Moulineaux" (AMX).
- 1945: Consolidamento industriale degli arsenali e ateliers francesi nella "D.E.F.A." (Direction des Études et Fabrications d'Armes).
- 1965: La DEFA diventa la DTAT (Direction Technique des Armements Terrestres), inclusa nella DMA (Direction Ministérielle des Armements).
- 1971: Creazione di "G.I.A.T." (Groupement Industriel de l'Armement Terrestre), con il raggruppamento degli arsenali al suo interno.
- 1990: Creazione di "Giat Industries SA".
- 1990: Manurhin e Luchaire entrano a far parte di Giat Industries.
- 1991: FN Herstal entra a far parte di Giat Industries, ma nel 1997 è venduta alla Regione Vallonia.
- 1992: Mécanique Creusot-Loire e Cime Bocuze entrano a far parte di Giat Industries.
- 2006: Creazione di "Nexter".

KNDS
- 1º luglio 2014: Lancio del "Progetto KANT".[3][4]
- 29 luglio 2015: Ufficializzazione del progetto di unione, nome provvisorio: "Honosthor" (Honos+Thor).[5][6]
- 15 dicembre 2015: Creazione della holding "KMW+NEXTER Defense Systems" (KNDS).[7]
- 13-17 giugno 2016: KMW e Nexter partecipano al salone Eurosatory con un unico stand sotto la bandiera di "KNDS".[8]

## Prodotti
|               | KMW                       | Nexter             |
| ------------- | ------------------------- | ------------------ |
| MBT           | Leopard 2                 | Leclerc            |
| SPAD          | Gepard                    |                    |
| IFV cingolato | Puma                      |                    |
| IFV 8×8       | Boxer                     | VBCI               |
| IFV 6×6       |                           | EBRC Jaguar        |
| APC 6×6       | GFF 4                     | Titus VBMR Griffon |
| APC 4×4       | Dingo Terrier Fennek AMPV | Aravis VBMR léger  |
| Artiglieria   | PzH 2000                  | CAESAR             |